# Le Nouveau (téléfilm)
Pour les articles homonymes, voir Le Nouveau.
Pour plus de détails, voir Fiche technique et Distribution.
Le Nouveau est un téléfilm français réalisé en 2023 par Ludovic Colbeau-Justin sur un scénario de Vincent Solignac et Charlie Dupont, et diffusé pour la première fois en France le 21 décembre 2023 sur M6, puis rediffusé le 7 septembre 2024 sur 6ter.
Cette fiction est une coproduction d'Elephant story et B2 films pour M6,,,,.

## Synopsis
Alexis Berthier, un entrepreneur de 40 ans, est victime d'un AVC à la suite duquel il ne sait plus ni lire, ni écrire. Tout en essayant de garder cet évènement secret, il sollicite l'aide de Jean-Michel, un ami instituteur loufoque, pour réapprendre à lire et écrire. Pour cela, Jean-Michel essaye d'intégrer Alexis dans sa classe unique de CP-CM2, dans un village de l'Aude.

## Fiche technique
Sauf indication contraire, les informations mentionnées dans cette section peuvent être confirmées par la base de données cinématographiques Allociné,  présente dans la section « Liens externes ».
- Titre français : Le Nouveau
- Réalisation : Ludovic Colbeau-Justin[1],[2],[3],[5],[6]
- Scénario : Vincent Solignac et Charlie Dupont[1],[2],[6]
- Costumes : Charlotte Betallotte, Emma Colle et Noëllie Bardy
- Maquillage : Laurence Elliott
- Coiffure : France Rossi
- Production : Fanny Rondeau, Gaëlle Cholet, Guillaume Renouil et François-Xavier Demaison[1],[3],[5]
- Sociétés de production : Elephant story et B2 films[1],[2],[3],[4]
- Pays de production :  France
- Langue originale : français
- Format : couleur
- Genre : comédie familiale[1],[2],[3],[4]
- Durée : 90 minutes (2 x 45 minutes)[3]
- Dates de première diffusion : 
  - France : 21 décembre 2023 sur M6[7]

## Distribution
- François-Xavier Demaison : Alexis Berthier
- Charlie Dupont : Jean-Michel Delcourt
- Julie Gayet : Adèle Berthier
- Noé Chabbat : Binou
- Eleonor Le Pessot Colin : Fleur
- Emma Dupont : Mathilde
- Justine Viotty : Anne-Lise
- Mathilde Wambergue : Isabelle
- Dorylia Calmel : Samantha
- Isabelle Dangerfield : Jeanne

## Production

### Genèse et développement
Le scénario est de la main de Vincent Solignac et Charlie Dupont, et la réalisation est assurée par Ludovic Colbeau-Justin,.
La production est assurée par Fanny Rondeau, Gaëlle Cholet et Guillaume Renouil pour Elephant story et François-Xavier Demaison pour B2 films,.

### Tournage
Le tournage se déroule du 17 juillet au 11 août 2023 dans la région de Montpellier,,,.